# هاريسبرج
هاربسبرغ أو هاريسبرج (بالإنجليزية: Harrisburg)‏ هي عاصمة كومنولث بنسلفانيا في الولايات المتحدة، وهي مقر مقاطعة دوفين. ويبلغ عدد سكانها 49,673 نسمة، وهي عاشر أكبر مدينة في الكومنولث. وتقع على الضفة الشرقية لنهر سسكويهانا، على بعد 107 ميلا (172 كم) غرب فيلادلفيا.
تتألف منطقة هاريسبورغ-يورك-ليبانون الإحصائية المشتركة من ست مقاطعات في جنوب وسط ولاية بنسلفانيا. بلغ عدد سكان المنطقة 1,219,422 نسمة حسب تعداد الولايات المتحدة لعام 2010، واحتلت المرتبة الثالثة بين أكبر المناطق سكانا في ولاية بنسلفانيا، بعد فيلادلفيا وبيتسبرغ وبلغ ترتيبها الثالث والأربعين في الولايات المتحدة.
لعبت هاريسبورغ دورا بارزا في التاريخ الأمريكي خلال الهجرة إلى الغرب وفي الحرب الأهلية الأمريكية والثورة الصناعية. سمح بناء قناة بنسلفانيا وبعد ذلك السكك الحديدية بنسلفانيا خلال القرن التاسع عشر لمدينة هاريسبورغ أن تصبح إحدى أكبر المدن الصناعية في شمال شرق الولايات المتحدة. كما سميت عليها سفينة البحرية الأمريكية يو اس اس هاريسبرج، التي ظلت في الخدمة من 1918 إلى 1919 في نهاية الحرب العالمية الأولى.
تذبذبت ثروات المدينة الاقتصادية من منتصف إلى أواخر القرن العشرين مع الصناعات الرئيسية التي تتكون من الأعمال الحكومية والصناعات الثقيلة بما في ذلك إنتاج الصلب والزراعة (منطقة هاريسبورغ الكبرى هي في قلب ريف بنسلفانيا الهولندي الخصب)، والصناعات الغذائية (مدينة هيرشي القريبة قرب هي موطن مصنع الشوكولاتة، وتقع على بعد 10 أميال (16 كم) شرق هاريسبورغ).
معرض مزارع بنسلفانيا، أكبر معرض زراعي مجاني في مكان مغلق مجانا في الولايات المتحدة، تم عقده أول مرة في هاريسبيرغ في عام 1917، وعقد هناك في أوائل كل يناير منذ ذلك الحين. كما تستضيف هاريسبورغ سنويا عرضا لرياضات الهواء الطلق، وهو الأكبر من نوعه في أمريكا الشمالية، وكذلك معرض للسيارات، والذي يعرض السيارات الجديدة وكذلك الكلاسيكية وهو مشهور على الصعيد الوطني، وسباق موتوراما، وهو حدث مدته يومين يتكون معرض سيارات وسباق موتوكروس وسباق سيارات التحكم عن بعد، وغيرها الكثير. تعرف هاريسبورغ أيضا بحادث جزيرة ثري مايلز الذي وقع في 28 مارس 1979 بالقرب من بلدة ميدلتون.
في عام 2010 صنفتها مجلة فوربس كثاني أفضل مكان في الولايات المتحدة لتربية أسرة. ورغم المشاكل المالية الأخيرة في المدينة، فقد صنفها موقع ذا ديلي بيست في عام 2010 في المرتبة السابعة بين عشرين منطقة حضرية تلافت الركود في البلاد. ويرجع استقرار المالي في المنطقة جزئيا إلي تركز الوكالات الحكومية لحكومة الولاية والحكومة الفدرالية.
ومع ذلك، فإن أموال المدينة نفسها تعاني سوء الإدارة، وأدى عدم قدرتها على سداد ديون سنداتها إلى أزمة مالية مستمرة.